# Pale Cocoon
Pale Cocoon (ペイル・コクーン?, Peiru kokūn) è un anime di fantascienza diretto da Yasuhiro Yoshiura uscito come OAV nel 2006. In Italia è stato importato sottotitolato in occasione del Future Film Festival di Bologna 2007 .

## Trama
In un futuro imprecisato gli umani vivono sepolti in una megalopoli ipertecnologica sotterranea e da tempo hanno dimenticato la superficie, il cielo e il sole. Con meticoloso lavorio alcuni dei superstiti si dedicano al recupero della memoria mondiale, analizzando tramite frammenti di file multimediali quella che era la Terra prima che l'umanità si rifugiasse nell'oscuro sottosuolo. 
Ura è uno degli uomini che più crede nel recupero della storia e si appassiona di volta in volta ai documenti che deve analizzare. Tutt'altro accade invece per la sua collega ed amica Riko, che trascorre le sue giornate lavorative sdraiata su di un poggiolo a fissare il soffitto lontano, ben oltre livelli e livelli di scale ed abitazioni umane, ricordando con senso di impotenza e sconfitta la nonna, morta cadendo proprio nel punto in cui è solita sdraiarsi.
Quando ad Ura capita un file corrotto, attratto dal mistero dei pochi frammenti visibili, egli vi dedica anima e corpo nel tentativo di ripristinarlo. 
Il file, una volta recuperato, si rivela essere un messaggio sonoro e musicale di Yoko Yamaguchi, cantante incaricata – per conto del Ministero degli affari culturali – di rassicurare la popolazione circa le colonie lunari e la situazione allora attuale della Terra: divenuto ormai inabitabile il pianeta è infatti stato oggetto di emigrazioni, abbandonato dagli uomini per la Luna. Yoko è una tra i primi coloni del satellite e nel videomessaggio chiede agli spettatori di non dimenticarsi di lei e della Luna, ma soprattutto di non smettere di desiderare di ripristinare un giorno l'ormai arrugginita Terra.
Ura, colto da un impulso irrefrenabile, sale tutte le rampe di scale per uscire sulla superficie, in un orizzonte di desolazione scorge allora, lontana, la Terra, di nuovo azzurra.

## Personaggi
Ura ( ウラ?)
Doppiato da Nakao Michio
 Riko ( リコ?)
Doppiata da Minako Kawashima
Yoko Yamaguchi
Doppiata da Yuka Koyama
Collega di Ura
Doppiato da Yasuhiro Yoshiura